# Fontgombault
Fontgombault is een kleine Franse gemeente in het departement Indre. In 2005 telde het 283 inwoners.
Het dorpje staat bekend omwille van de Benedictijnerabdij: Notre-Dame de Fontgombault.

## Demografie
Onderstaande figuur toont het verloop van het inwonertal (bron: INSEE-tellingen).